# Reserva Biológica El Quimi
Die Reserva Biológica El Quimi befindet sich im Südosten von Ecuador. Das 90,27 km² große Schutzgebiet wurde am 30. Oktober 2006 eingerichtet.

## Lage
Die Reserva Biológica El Quimi liegt im Kanton Gualaquiza in der Provinz Morona Santiago. Das Schutzgebiet befindet sich an der peruanischen Grenze. Das Gebiet liegt in Höhen zwischen 1700 m und 3000 m und erstreckt sich über einen Teil der Cordillera del Cóndor. Das Gebiet wird über den Río Quimi, ein rechter Nebenfluss des Río Zamora, nach Süden entwässert.

## Ökologie
In den höheren Lagen des Schutzgebietes findet man vereinzelt Páramo, ansonsten ist das Gebiet mit Nebelwäldern bedeckt. Die Fauna in dem Gebiet ist typisch für Amazonien mit Klammeraffen, dem Jaguar, dem Flachlandtapir und dem Puma. In den höheren Lagen leben u. a. der Brillenbär und Nachtaffen.

## Infrastruktur
Das abgelegene und schwer zugängliche Schutzgebiet besitzt keine Infrastruktur für Besucher. Besuche wissenschaftlicher oder touristischer Art müssen beim Umweltministerium beantragt werden.